# Cristian Ghinea
Cristian Ghinea (n. 20 iulie 1977, București, România) este un politician, politolog și fost publicist român. A ținut o rubrică săptămânală în revista Dilema Veche. A făcut un masterat în politologie la London School of Economics. Întors în România, a fondat și a condus think tank-ul Centrul Român de Politici Europene. Ghinea este un susținător al luptei anti-corupție. 
În 2016 a fost ministru al fondurilor europene în guvernul tehnocrat Dacian Cioloș. În același an a candidat și a fost ales deputat de București pe listele partidului USR (alegerile din 2016).
A fost ales europarlamentar al grupului Renew Europe din iulie 2019. În decembrie 2020 a devenit din nou ministru al fondurilor europene, în guvernul Florin Cîțu. 

## Biografie
A absolvit studiile de licență la Școala Națională de Studii Politice și Administrative din București. A lucrat în diverse proiecte cu cele mai mai importante organizații ale societății civile din România, precum Freedom House - România, Societatea Academică din România, APADOR-CH și Centrul pentru Jurnalism Independent. De asemenea, a urmat între 2007 și 2008 un master în cadrul universității London School of Economics, unde a studiat, printre alții, cu profesorul Simon Hix. Printre domeniile sale de expertiză se numără structura instituțională a UE, democratizarea, studiile media, transparența în administrația publică și Republica Moldova. După terminarea masterului de la London School of Economics, bursa care îi finanțase acest studiu prevedea întoarcerea sa în România și implicarea pentru o perioadă minimă de timp în activități ale sectorului civic. A ales să înființeze alături de alți absolvenți ai unor facultăți prestigioase Centrul Român de Politici Europene, un ONG a cărui expertiză rezidă în politici europene și democratizare în Europa de Est, în mod special Republica Moldova.
A scris o rubrică politică săptămânală în revista Dilema veche. Tot la „Dilema veche” a coordonat paginile de politică internațională „La fața locului”. În 2015 a încetat să publice în Dilema Veche, odată cu acceptarea funcției de consilier în guvernul României. A scris o rubrică saptămânală la ziarul Cotidianul și un editorial sindicalizat pentru Asociația Editorilor și Patronilor din Presa Locală (preluat în opt publicații din toată țara). Până în decembrie 2011 a scris de asemenea o rubrică săptămânală în ziarul România liberă.
A fost președinte și membru fondator al ONG-ului CRPE. Printre finanțatorii Centrului Român de Politici Europene figurează  Uniunea Europeană, Comisia Europeană, Fundația George Soros Moldova, Fundația pentru o Societate Deschisă, Raiffeisen Bank, Ambasada Olandei în România, Ambasada Marii Britanii în România, Ambasada Finlandei în România, Trust for Civil Society in Central and Eastern Europe și Raiffeisen Bank prin Fondul pentru Inovare Civică, Romanian – American Foundation, Black Sea Trust (GMF Romania), Fundația Friedrich Ebert și alții.
La capătul lui noiembrie 2015 a acceptat funcția de consilier de stat pentru afaceri europene în cancelaria guvernului României, sub guvernarea tehnocrată a lui Dacian Cioloș. Între 27 aprilie și 26 octombrie 2016 a condus Ministerul Fondurilor Europene în guvernul Dacian Cioloș. După plecarea din funcția de ministru, și-a depus candidatura pentru alegerile parlamentare din decembrie 2016 din partea formațiunii Uniunea Salvați România, împreună cu Vlad Alexandrescu și mai mulți consilieri de stat din guvernul Cioloș. În Parlamentul României a fost unul dintre inițiatorii legii privind interzicerea organizațiilor, simbolurilor și faptelor cu caracter comunist.
În 2018 a fost desemnat cap de listă, în urma alegerilor interne organizate de partidul Uniunea Salvați România, la alegerile europarlamentare din 2019. În 23 iulie 2019 a fost ales vicepreședinte al Comisiei pentru Dezvoltare Regională (REGI) din Parlamentul European.
Din 2022 și până în data de 7 februarie 2024 Cristian Ghinea a fost coordonatorul Departamentului de politici publice al USR.

## Publicații
Cărți
- Cristian Ghinea, Eu votez DNA! De ce merită să apărăm instituțiile anticorupție, Editura Humanitas, București, 2012
- Cristian Ghinea, Cine a făcut România. Răscrucile noastre, Editura Humanitas, București, 2023 ISBN 978-973-50-8100-3

Contribuții
- Alina Mungiu-Pippidi, Sorin Ioniță (editori), Politici Publice: Teorie și Practică, Editura Polirom: Iași, 1999
- Cristian Pătrășconiu, Noua școală de gândire a dreptei, Editura Humanitas: București, 2011
- Alina Mungiu-Pippidi și Cristian Ghinea (co-autori), Struggling with Media Capture: Romania [tr. „Confruntarea cu captura mass-mediei: România”], p. 166-181, în Evangelia Psychogiopoulou (editoare), Understanding Media Policies: A European Perspective [tr. „Înțelegerea politicilor media: o perspectivă europeană”], Editura Palgrave Macmillan, 2012